# Croatian International
Die Croatian International sind offene internationale Meisterschaften von Kroatien im Badminton. Sie werden seit 1999 ausgetragen. Die Titelkämpfe gehören dem BE Circuit an. 2022 wurden parallel zu den Croatian International erstmals die Croatia Open ausgetragen.

## Die Sieger
| Saison    | Herreneinzel          | Dameneinzel          | Herrendoppel                             | Damendoppel                            | Mixed                                |
| --------- | --------------------- | -------------------- | ---------------------------------------- | -------------------------------------- | ------------------------------------ |
| 1999      | Steve Marvin          | Maja Pohar           | Dmitry Miznikov Valerij Strelcov         | Natalja Esipenko Natalia Golovkina     | Valerij Strelcov Natalia Golovkina   |
| 2000      | Richard Vaughan       | Anu Weckström        | Michał Łogosz Robert Mateusiak           | Felicity Gallup Joanne Muggeridge      | Mike Beres Kara Solmundson           |
| 2001      | Oliver Pongratz       | Karina de Wit        | Kristof Hopp Thomas Tesche               | Erica van den Heuvel Nicole van Hooren | Peter Steffensen Lene Mørk           |
| 2002      | Przemysław Wacha      | Petya Nedelcheva     | Vincent Laigle Svetoslav Stoyanov        | Tammy Jenkins Rhona Robertson          | Russell Hogg Kirsteen McEwan         |
| 2003      | Hendra Wijaya         | Pi Hongyan           | Vincent Laigle Svetoslav Stoyanov        | Miyuki Tai Yoshiko Iwata               | Carsten Mogensen Kamilla Rytter Juhl |
| 2004      | Hidetaka Yamada       | Li Li                | Daniel Glaser Dennis von Dahn            | Jiang Yanmei Li Yujia                  | Svetoslav Stoyanov Victoria Wright   |
| 2005      | Leonard Holvy de Pauw | Miyo Akao            | Simon Mollyhus Anders Kristiansen        | Liu Fan Frances Shinta Mulia Sari      | Hendra Wijaya Liu Fan Frances        |
| 2006      | Andrew Smith          | Petya Nedelcheva     | Chris Tonks Chris Langridge              | Liza Parker Jenny Day                  | Chris Langridge Jenny Day            |
| 2007      | Carl Baxter           | Guo Xin              | Wouter Claes Frédéric Mawet              | Cai Jiani Guo Xin                      | Wouter Claes Nathalie Descamps       |
| 2008      | Ville Lång            | Kaori Imabeppu       | Rupesh Kumar Sanave Thomas               | Maria Thorberg Kati Tolmoff            | Baptiste Carême Laura Choinet        |
| 2009      | Peter Mikkelsen       | Anita Raj Kaur       | Mads Conrad-Petersen Mads Pieler Kolding | Ezgi Epice Claudia Vogelgsang          | Zvonimir Đurkinjak Staša Poznanović  |
| 2010      | Ben Beckman           | Nicole Grether       | Joe Morgan James Phillips                | Nicole Grether Charmaine Reid          | Zvonimir Đurkinjak Staša Poznanović  |
| 2011      | Dieter Domke          | Minatsu Mitani       | Kim Astrup Rasmus Fladberg               | Sandra-Maria Jensen Line Kjærsfeldt    | Zvonimir Đurkinjak Staša Poznanović  |
| 2012      | Lukas Schmidt         | Kana Ito             | Jacco Arends Jelle Maas                  | Samantha Barning Ilse Vaessen          | Jacco Arends Eefje Muskens           |
| 2012      | Wisnu Haryo Putro     | Natalia Perminova    | Christopher Rusdianto Tri Kusuma Wardana | Irina Khlebko Ksenia Polikarpova       | Niclas Nøhr Rikke S. Hansen          |
| 2014      | Lukas Schmidt         | Mette Poulsen        | Mathias Christiansen David Daugaard      | Julie Finne-Ipsen Rikke S. Hansen      | Niclas Nøhr Sara Thygesen            |
| 2015      | Eric Pang             | Elena Komendrovskaja | Peter Briggs Tom Wolfenden               | Maiken Fruergaard Camilla Martens      | Zvonimir Đurkinjak Matea Čiča        |
| 2016      | Marius Myhre          | Elena Komendrovskaja | Zvonimir Đurkinjak Filip Špoljarec       | Ksenia Evgenova Elena Komendrovskaja   | Zvonimir Đurkinjak Matea Čiča        |
| 2017      | Kasper Lehikoinen     | Anne Hald            | Zvonimir Đurkinjak Zvonimir Hölbling     | Kristin Kuuba Helina Rüütel            | Matthew Clare Victoria Williams      |
| 2018      | Daniel Nikolov        | Mariya Mitsova       | Peter Lang Thomas Legleitner             | Ksenia Evgenova Anastasiia Semenova    | Paweł Pietryja Aneta Wojtkowska      |
| 2019      | B. M. Rahul Bharadwaj | Laura Sárosi         | Emil Lauritzen Mads Muurholm             | Debora Jille Alyssa Tirtosentono       | Emil Lauritzen Iben Bergstein        |
| 2020 2021 | nicht ausgetragen     | nicht ausgetragen    | nicht ausgetragen                        | nicht ausgetragen                      | nicht ausgetragen                    |
| 2022      | Liu Haichao           | Huang Ching-ping     | Chiu Hsiang-chieh Yang Ming-tse          | Qiao Shijun Zhou Xinru                 | Chiu Hsiang-chieh Lin Xiao-min       |
| 2023      | Daniil Dubovenko      | Milena Schnider      | Robert Cybulski Szymon Slepecki          | Paulina Hankiewicz Kornelia Marczak    | Samuel Jones Sian Kelly              |
| 2024      | Rizki Ansyahri        | Raksha Kandasamy     | Viktor Petrović Mihajlo Tomić            | Serena Au Yeong Anna Hagspiel          | Mihajlo Tomić Anđela Vitman          |